# Bas Verwijlen
Bas Verwijlen (Oss, 1 de octubre de 1983) es un deportista neerlandés que compite en esgrima, especialista en la modalidad de espada.
Ganó dos medallas en el Campeonato Mundial de Esgrima, plata en 2011 y bronce en 2005, y una medalla de plata en el Campeonato Europeo de Esgrima de 2011.
Participó en cuatro Juegos Olímpicos de Verano, entre los años 2008 y 2020, ocupando el octavo lugar en Pekín 2008, en la prueba individual.

## Palmarés internacional
| Campeonato Mundial | Campeonato Mundial      | Campeonato Mundial | Campeonato Mundial |
| Año                | Lugar                   | Medalla            | Prueba             |
| ------------------ | ----------------------- | ------------------ | ------------------ |
| 2005               | Leipzig (Alemania)      | Medalla de bronce  | Espada individual  |
| 2011               | Catania (Italia)        | Medalla de plata   | Espada individual  |
| Campeonato Europeo |                         |                    |                    |
| Año                | Lugar                   | Medalla            | Prueba             |
| 2011               | Sheffield (Reino Unido) | Medalla de plata   | Espada individual  |